# Signal de Botrange

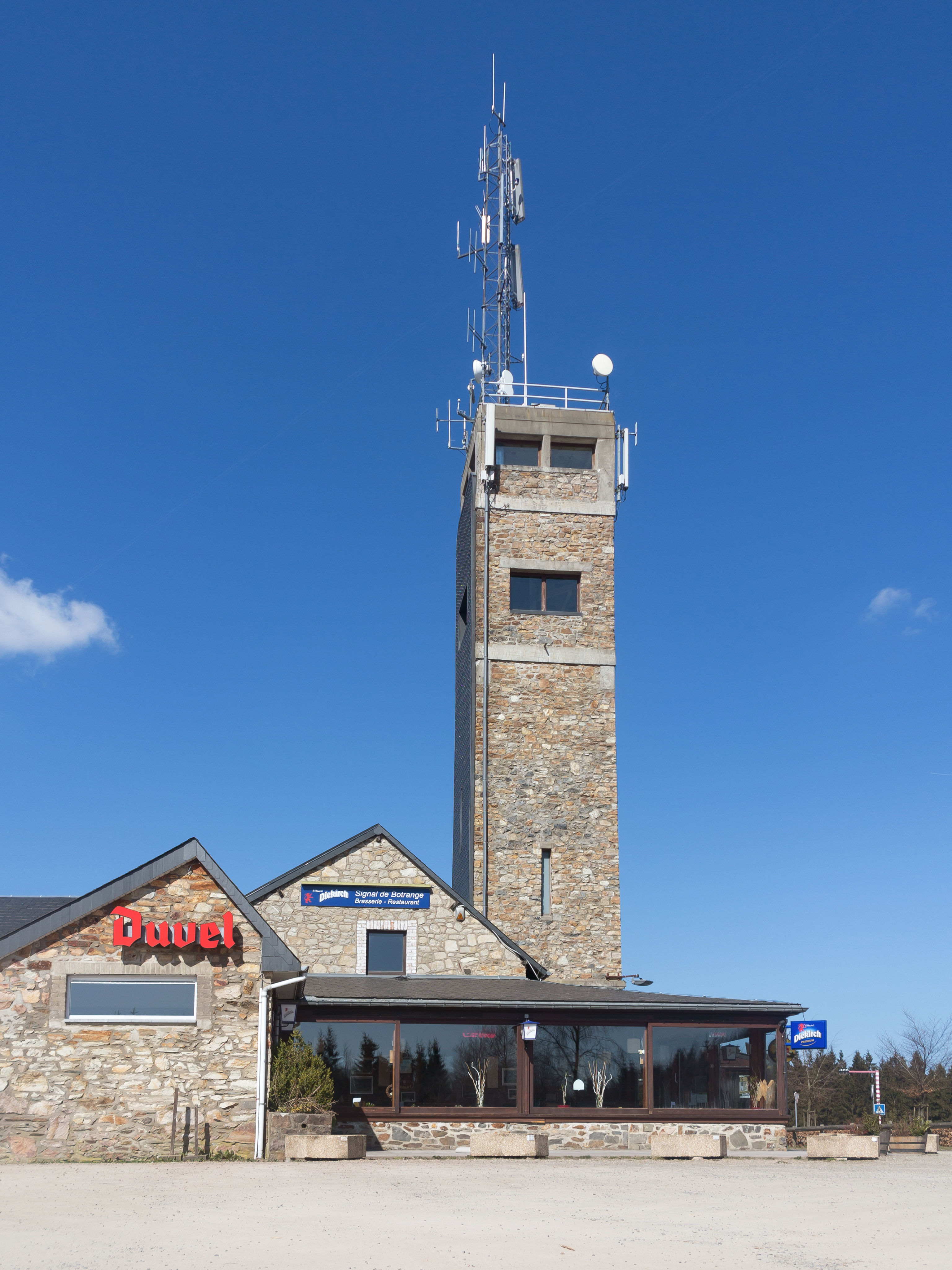
Turnul de comunicații de pe Signal de Botrange

Signal de Botrange (694 m) reprezintă punctul de altitudine maximă din Valonia și din Belgia, fiind localizat pe un platou vast denumit Hohes Venn în germană, Hautes Fagnes în franceză și Hoge Venen în neerlandeză. Este, de asemenea, cel mai înalt punct din Ardeni și din partea europeană a Beneluxului.
Pe vârful Signal de Botrange a fost construit în anul 1923 un turn de 6 m înălțime, pentru a permite vizitatorilor să ajungă la o altitudine de 700 m. În noiembrie 2013, s-a convenit construcția unui turn de 50 m dotat cu antene parabolice, pentru a asigura schimbul de date între Bursa din Londra și Bursa din Frankfurt, deoarece transmiterea datelor prin intermediul unui satelit de comunicații sau prin fibră optică implică o mică întârziere, care poate afecta tranzacționarea bursieră. Prin stația intermediară Botrange, care a fost construită chiar lângă turnul existent, transferul de date are loc în timp real
Timp de câteva decenii, la Signal de Botrange a funcționat o stație meteorologică, dar, în 1999, aceasta a fost înlocuită cu o stație automată a Institutului Regal de Meteorologie din Belgia instalată pe Muntele Rigi, care se află între Signal de Botrange și Baraque Michel, cel mai înalt punct din Belgia înainte de anexarea Cantoanelor din Est în 1919.
Signal de Botrange se confruntă cu vânturi mai puternice decât centrul Belgiei. Temperaturile medii și extreme sunt de obicei mai scăzute decât în orice alt loc din Belgia: temperatura minimă înregistrată (-25,6°C) nu depășește însă recordul absolut (-30,1°C), înregistrat în valea Lomme, la Rochefort în timpul unei inversuni termice. Iarna, timp de trei luni, temperatura medie coboară sub 0°C.
Precipitațiile sunt mult mai mari decât în restul țării, cu o medie anuală de 1.450 mm față de 800 mm în Uccle și peste 200 de zile de precipitații pe an (față de puțin peste 170 în Uccle). Temperaturile maxime vara depășesc rar 30°C. Numărul de zile cu condiții de îngheț este de peste 130 pe an, iar numărul de zile cu ninsoare depășește 35. Grosimea maximă a zăpezii, 115 cm, a fost măsurată pe 9 februarie 1953. Înghețul și ninsorile timpurii pot apărea la sfârșitul lunii septembrie, dar aceasta se întâmplă foarte rar. Uneori, ninsori târzii pot apărea până la mijlocul lunii mai. În perioada de iarnă, locația este folosită ca zonă de start pentru numeroase trasee de schi fond
Vârful cel mai înalt din Belgia găzduiește, pe flancurile sale, mai multe izvoare ale râurilor din Ardeni, toate aparținând bazinului Mosan, precum Helle, Roer și Schwarzbach către nord (dar curgând aici spre est), Bayehon către sud și Trôs Marets către vest. După cum sugerează numele acestor râuri, deși Signal de Botrange nu este o graniță de stat, el marchează o graniță lingvistică între limbile romanice (sud și vest) și limbile germanice (nord și est).